# Xã Prairie Dog, Quận Harlan, Nebraska
Xã Prairie Dog (tiếng Anh: Prairie Dog Township) là một xã thuộc quận Harlan, tiểu bang Nebraska, Hoa Kỳ. Năm 2010, dân số của xã này là 31 người.